# Cratere Dheepa
Dheepa  è un cratere sulla superficie di Venere.